# Pachuco y la Cubanacán
Pachuco y la Cubanacán, fundada como la Orquesta Cubanacán, es una orquesta tropical chilena fundada en 1954. En su extensa trayectoria ha pasado por diversos estilos de música tropical bailable. Comenzaron con el mambo y el chachachá, y posteriormente pasaron al merengue y la cumbia.

## Historia
Fue fundada en 1954 por músicos militares en su tiempo libre, aunque pronto se incorporarían civiles a la orquesta. Su nombre, La Cubanacán, proviene de una orquesta de La Habana dirigida por el flautista Alberto Socarrás. Su repertorio original consistía en un repertorio cubano duro de mambos, chachachás, guarachas y boleros.
Para 1956 el grupo, que estaba bajo la dirección del trombonista Luis Molina, consiguió un contrato de actuaciones durante un mes en Coquimbo; esto supuso la salida de varios de los uniformados, pues a la mayoría de ellos no se les permitió ausentarse de sus funciones militares para el contrato. Solo se mantuvieron el líder Luis Molina, que sí consiguió un permiso, y el trompetista Ricardo Barrios, que pidió la baja directamente. Para suplir estas bajas la Cubanacán incorporó a los hermanos saxofonistas Kiko y Juan Azúa.
En Coquimbo se incorporó el vocalista Roberto Fonseca, alias «Pachuco», entonces menor de edad, con quien la banda alcanzaría sus mayores éxitos. Inicialmente como corista, poco a poco fue avanzando en el grupo. Su apodo fue creación de Luis Molina, al ver que el muchacho abordaba con mucha presencia y swing el mambo de Pérez Prado, «Pachuco bailarín».
En 1957 son desechados por Odeón, que se niega a lanzar un disco del grupo y ese mismo año la salida del vocalista Kimbo Martínez dio la posibilidad a Pachuco de cantar como solista. Realizan una gira en el Perú, con uniformes rojos, y arreglos musicales de mejor factura; en este momento ya todos los músicos son profesionales y se dedican solo a la banda.
Tras el paso por Perú la Cubanacán logra un contrato en RCA Victor e ingresa al estudio para grabar su primer disco: Baile con la Cubanacán (1958). Tras el lanzamiento Pachuco se convierte en insustituible, ligando su nombre a ella, y liderándola en el resto de los años '60 y '70. Junto a él pasarían a los nuevos ritmos de la cumbia colombiana y chilena.
El pináculo de su popularidad llegaría con sus tres participaciones en el Festival de Viña del Mar: en 1986, 1987 y 1989, donde quedaría definitivamente nombrada como orquesta «Pachuco y la Cubanacán». Sus éxitos «Abusadora» y «El africano». (conocida por el coro ¿mami, qué será lo que quiere el negro?) marcan su éxito.
El 7 de enero de 2001, fallece Roberto Fonseca, «Pachuco», a la edad de 64 años, siendo homenajeado por el grupo en su funeral.
La Orquesta Cubanacán lo homenajea al mantenerlo en su nombre, y ha mantenido su activa presencia en los escenarios de la música tropical, presentándose en festivales, incluyendo su presentación en Viva Dichato 2013 y en el stand de Chile en la Expo Milán 2015. También realizaron un concierto en Rapa Nui en el 2017.

## Discografía parcial
- El sonido nuevo de la Cubanacán - 1968[10]
- Haciendo agüita - 1976
- Haciendo ritmo - 1977
- Pachuco y la Cubanacán - 1984
- El africano / Fiesta tropical - 1985
- Estelar - 1986
- Sensacional - 1987
- Partido x la mi... tad - 1988
- Que rico es hacer eso - 1990
- Nevazón tropical - 1992
- El regreso - 1998
- Fin de semana - 2006
- Los hombres calientes - 2013
- 65 aniversario (en vivo) - 2018